# Wyrzutnia Drzewieckiego

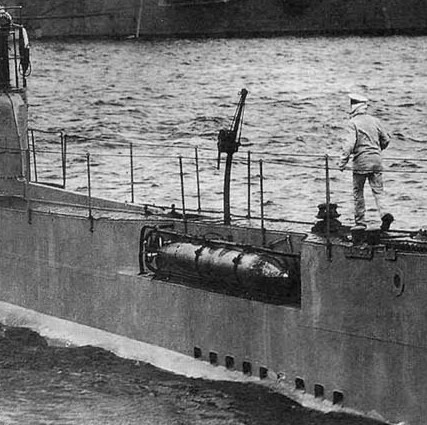
Wyrzutnia Drzewieckiego w rosyjskim okręcie podwodnym „Akuła” wraz z umieszczoną w niej torpedą

Wyrzutnia Drzewieckiego – skonstruowany przez Stefana Drzewieckiego rodzaj wyrzutni torpedowej, wystrzeliwującej torpedę z zainstalowanej wzdłuż kadłuba okrętu szyny poziomej. Torpeda utrzymywana była na szynie przez dwie obręcze wokół jej obwodu – stąd angielska nazwa tego rodzaju wyrzutni „drop collar”. Jeden z końców obręczy umocowany był za pomocą zawiasu do kadłuba okrętu, drugi zaś mógł być odsuwany od kadłuba za pomocą wysięgnika pneumatycznego, co pozwalało na ustawienie pocisku pod odpowiednim kątem od osi podłużnej okrętu, w kierunku punktu przechwycenia celu. Gdy kąt między szyną a osią wzdłużną okrętu osiągał zaprogramowaną wcześniej wartość, mechanizm startowy uruchamiał silnik torpedy.

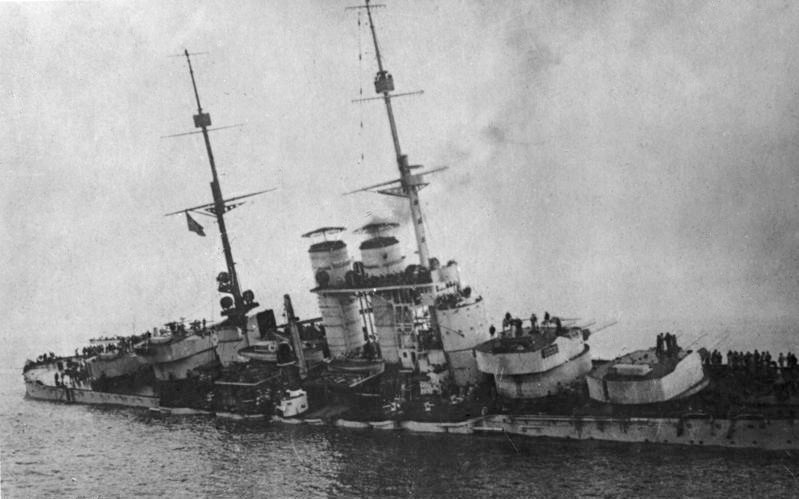
Tonący pancernik SMS „Szent István”

Standardowa wyrzutnia torpedowa, wystrzeliwująca torpedę za pomocą sprężonego powietrza, powodowała szereg problemów. Poza znaczną wagą standardowego rozwiązania, w dobie braku programowalnych żyroskopów okręt musiał ustawić się cały w kierunku punktu przechwycenia celu. W przypadku wyrzutni Drzewieckiego nie było to konieczne, programowalny był bowiem kąt otwarcia wyrzutni. Rozwiązanie Drzewieckiego miało jednak również wady. Po uruchomieniu silnika torpedy ta ostatnia była swobodnie zrzucana do wody, co przy braku żyroskopu zwiększało ryzyko nietrafienia w cel. Mimo to rozwiązanie Drzewieckiego było bardzo popularne w marynarkach wojennych Francji, Rosji a także Włoch. Za pomocą torpedy wystrzelonej z tego rodzaju wyrzutni zatopiony został m.in. austro-węgierski pancernik SMS „Szent István”